# Sternula
Sternula (лат.) — род птиц семейства чайковых. Представителей рода ранее включали в род Sterna. Родовое название — уменьшительное от Sterna — «крачка».

## Классификация
Международный союз орнитологов включает в род 7 видов:
| Изображение | Русское название     | Научное название       | Распространение                                             |
| ----------- | -------------------- | ---------------------- | ----------------------------------------------------------- |
|             | Малая крачка         | Sternula albifrons     | умеренные и тропические регионы Европы и Азии               |
|             | Карликовая крачка    | Sternula antillarum    | Северная Америка и локально на севере Южной Америки         |
|             | Китовая крачка       | Sternula balaenarum    | юг Африки, мигрирует в тропические прибрежные районы Африки |
|             | Чилийская крачка     | Sternula lorata        | Чили, Эквадор, Перу                                         |
|             | Австралийская крачка | Sternula nereis        | Австралия, Новая Каледония, север Новой Зеландии            |
|             | Мекранская крачка    | Sternula saundersi     | северо-запад Индийского океана                              |
|             | Амазонская крачка    | Sternula superciliaris | Южная Америка                                               |

Карликовую крачку и мекранскую крачку ранее рассматривали как подвиды малой крачки.